# Superliga de Grecia 2017-18
La temporada 2017-18 es la edición número 82 de la Superliga de Grecia. La temporada comenzó el 19 de agosto  de 2017 y finalizó el 6 de mayo de 2018. El AEK de Atenas se proclamó campeón después de veinticuatro años.
Los 16 equipos participantes jugaron entre sí todos contra todos dos veces totalizando 30 partidos cada uno, al término de la fecha 30 el primer clasificado obtuvo un cupo para la tercera ronda de la Liga de Campeones 2018-19 en la ruta de los campeones, mientras que del segundo clasifica a la segunda ronda de la Liga de Campeones 2018-19. Por otro lado los dos últimos clasificado descendieron a la Football League 2018-19.

## Ascensos y descensos
Al término de la temporada 2016-17, fueron relegados el Iraklis Tesalónica y el PAE Veria, y ascendieron de la Football League el campeón Apollon Smyrnis y el subcampeón Lamia.
| Pos. | Descendidos de la Superliga de Grecia 2016-17 |
| ---- | --------------------------------------------- |
| 15.º | Iraklis Tesalónica                            |
| 16.º | PAE Veria                                     |

| Pos. | Ascendidos de la Football League 2016-17 |
| ---- | ---------------------------------------- |
| 1.º  | Apollon Smyrnis                          |
| 2.º  | Lamia                                    |

## Información de los equipos
- A continuación se muestra la lista de clubes que compiten en la Superliga 2017-18, con su ubicación, estadio y capacidad del estadio.
| Equipo          | Ciudad             | Estadio                        | Capacidad |
| --------------- | ------------------ | ------------------------------ | --------- |
| AEK Atenas      | Atenas             | Estadio Olímpico               | 69,618    |
| AEL             | Larissa            | AEL FC Arena                   | 16,118    |
| Apollon Smyrni  | Atenas             | Estadio Georgios Kamaras       | 14,856    |
| Asteras Tripoli | Trípoli            | Estadio Theodoros Kolokotronis | 7,616     |
| Atromitos       | Peristeri          | Estadio Peristeri              | 10,005    |
| Kerkyra         | Corfu              | Estadio Kerkyra                | 3,000     |
| Lamia           | Lamia              | Estadio Municipal de Lamia     | 6,000     |
| Levadiakos      | Lebadea            | Estadio Municipal de Levadia   | 6,500     |
| Olympiacos      | Piraeus,           | Estadio Georgios Karaiskakis   | 32,115    |
| Panathinaikos   | Atenas             | Estadio Apostolos Nikolaidis   | 16,003    |
| Panetolikos     | Agrinio            | Estadio Panetolikos            | 7,000     |
| Panionios       | Nea Smyrni, Atenas | Estadio Nea Smyrni             | 11,700    |
| PAOK            | Thessaloniki       | Estadio La Tumba               | 28,703    |
| PAS Giannina    | Ioannina           | Estadio Zosimades              | 7,652     |
| Platanias       | La Canea           | Estadio Municipal de Perivolia | 4,000     |
| Xanthi          | Xanthi             | Skoda Xanthi Arena             | 7,422     |

## Tabla de posiciones
- Actualización final el 7 de mayo de 2018.[1]

| Pos. | Equipo          | Pts. | PJ | G  | E  | P  | GF | GC | Dif. | Clasificación o descenso                                                         |
| ---- | --------------- | ---- | -- | -- | -- | -- | -- | -- | ---- | -------------------------------------------------------------------------------- |
| 1    | AEK Atenas (C)  | 70   | 30 | 21 | 7  | 2  | 50 | 12 | +38  | Clasifica a tercera ronda clasificatoria de Liga de Campeones de la UEFA 2018-19 |
| 2    | PAOK Salonika   | 67   | 30 | 21 | 4  | 5  | 59 | 19 | +40  | Clasifica a segunda ronda clasificatoria de Liga de Campeones de la UEFA 2018-19 |
| 3    | Olympiacos      | 57   | 30 | 18 | 6  | 6  | 63 | 28 | +35  | Clasifica a tercera ronda clasificatoria de Liga Europa de la UEFA 2018-19       |
| 4    | Atromitos       | 56   | 30 | 15 | 11 | 4  | 43 | 21 | +22  | Clasifica a segunda ronda clasificatoria de Liga Europa de la UEFA 2018-19       |
| 5    | Asteras Tripoli | 45   | 30 | 12 | 9  | 9  | 39 | 24 | +15  | Clasifica a segunda ronda clasificatoria de Liga Europa de la UEFA 2018-19       |
| 6    | Xanthi          | 45   | 30 | 12 | 9  | 9  | 31 | 30 | +1   |                                                                                  |
| 7    | Panionios       | 40   | 30 | 10 | 10 | 10 | 32 | 31 | +1   |                                                                                  |
| 8    | Panetolikos     | 35   | 30 | 9  | 8  | 13 | 31 | 40 | −9   |                                                                                  |
| 9    | PAS Giannina    | 34   | 30 | 7  | 13 | 10 | 31 | 34 | −3   |                                                                                  |
| 10   | Levadiakos      | 34   | 30 | 8  | 10 | 12 | 23 | 34 | −11  |                                                                                  |
| 11   | Panathinaikos   | 32   | 30 | 10 | 10 | 10 | 30 | 30 | 0    |                                                                                  |
| 12   | Larissa         | 31   | 30 | 7  | 10 | 13 | 22 | 41 | −19  |                                                                                  |
| 13   | Lamia           | 30   | 30 | 6  | 12 | 12 | 20 | 34 | −14  |                                                                                  |
| 14   | Apollon Smyrni  | 29   | 30 | 6  | 11 | 13 | 23 | 36 | −13  |                                                                                  |
| 15   | Kerkyra         | 22   | 30 | 4  | 10 | 16 | 19 | 51 | −32  | Descenso a la Football League                                                    |
| 16   | Platanias       | 10   | 30 | 2  | 4  | 24 | 14 | 65 | −51  | Descenso a la Football League                                                    |

 Fuente: Superleague Greece, Soccerway
Criterios de clasificación: 1) Puntos; 2) puntos entre sí; 3) diferencia de goles; 4) Goles marcados.
Notas:
1. ↑  A Olympiakos se le dedujeron 3 puntos debido al comportamiento de sus fanáticos contra AEK el 4 de febrero de 2018.
2. ↑  A Panathinaikos se le dedujeron 2 puntos debido al comportamiento de sus fanáticos en partido contra el PAOK en los playooffs la temporada 2016-17.[2]
A Panathinaikos se dedujeron 3 puntos por razones financieras el 11 de abril de 2018. El 23 de abril de 2018 se dedujeron otros 3 puntos por la misma razón.[3][4]

## Goleadores
- Actualizado al 7 de mayo de 2018.
| Pos. | Jugador             | Club            | Goles |
| ---- | ------------------- | --------------- | ----- |
| 1    | Aleksandar Prijović | PAOK Salónica   | 19    |
| 2    | Karim Ansarifard    | Olympiacos      | 17    |
| 3    | Pedro Conde         | PAS Giannina    | 14    |
| 4    | Michalis Manias     | Asteras Tripoli | 12    |
| 5    | Erik Jendrišek      | Xanthi          | 11    |
| 5    | Sergio Araujo       | AEK Atenas      | 11    |
| 7    | Kostas Fortounis    | Olympiacos      | 10    |
| 7    | Nicolas Diguiny     | Atromitos       | 10    |